# Celal Altun
Celal Altun (* 1959 in Adana, Türkei) ist ehemaliger Generalsekretär der Türkischen Gemeinde zu Berlin und derzeitiger Vorsitzender der Türkischen Gesellschaft sowie Gründer des ersten Altenpflegeheims für türkischstämmige Mitbürger in Deutschland. Altun ist regelmäßig als Gesprächspartner im ZDF-Forum am Freitag zu sehen.
Der gebürtige Türke kam 1967 als Kind mit seiner Familie nach Berlin. Er studierte Wirtschaftswissenschaften und übte danach verschiedene selbständige Tätigkeiten aus. 2003 wurde er in den Vorstand der Türkischen Gemeinde zu Berlin berufen, wo er bis 2007 blieb.
Celal Altun macht mit zahlreichen sozio-politischen Aktivitäten und Gremienarbeit auf Landesebene auf sich aufmerksam, insbesondere im Bereich Integration und interkulturelles Zusammenleben. So entstand beispielsweise 2006 auf seine Initiative hin das bis dato einzigartige Berliner Altenpflegeheim Türk Bakim Evi.

## Quelle
- http://forumamfreitag.zdf.de/ZDFde/inhalt/21/0,1872,5556757,00.html?dr=1

## Einzelbelege
1. ↑  http://forumamfreitag.zdf.de/ZDFde/inhalt/21/0,1872,5556757,00.html?dr=1
2. ↑  Anne Hansen: Celal Altun. In: Die Zeit. Nr. 42, 2006 (zeit.de).

| Personendaten    | Personendaten                                                       |
| ---------------- | ------------------------------------------------------------------- |
| NAME             | Altun, Celal                                                        |
| KURZBESCHREIBUNG | türkischer Sozialaktivist, Vorsitzender der Türkischen Gesellschaft |
| GEBURTSDATUM     | 1959                                                                |
| GEBURTSORT       | Adana                                                               |